# 제라드 버크날
중장 제라드 코필드 버크날(1894.9.14 – 1980.12.7)은 영국 육군 장교이자 제2차 세계 대전 당시의 군단장이다.

## 군인 경력
웨스트다운 학교에서 공부한 이후 버크날은 미들섹스 여단의 장교로 1914년 부임했다. 그는 제1차 세계 대전 당시 프랑스에서 그의 여단과 함께 싸웠고, 전간기 동안에는 이집트에서 복무했다. (이집트는 당시 대영제국 식민지 중 하나였다.) 이후 그는 스태프 대학에 입학하였다. 그는 2차 세계 대전이 발발하자 제2대대의 사령관이 되었고, 당시에는 영국 해외원정군을 프랑스에 남겨둔 상황이었다. 그는 1941년 제53웰시보병사단의 사령 장교로 임명되었고, XI 군단의 사령 장교 직을 1942년 9월 달에 부여받았다. 그리고 그는 1943년 1월 마침내 I 군단의 사령관으로 임명되었고, 1943년 8월부터는 제5보병사단 사령 장교에 부임해 연합군의 시칠리아 침공과 이탈리아 전역에서 활동하였다.
버크날은 버나드 몽고메리에게 깊은 인상을 심어 주어, 그가 오버로드 작전의 사령관 직을 맡았을 때, 그는 버크날을 XXX 군단의 사령관으로 임명한다. 버크날은 1944년 1월 그 직위를 인정한다. 그러나 황실 장교 총수였던 앨런 브룩 경은 버크날이 그 직위에 적합하지 않다고 보았다. 그는 1944년 8월 그의 사령관 직에서 해임되었는데. 그 이유는 그가 너무 적은 성과를 냈기 때문이다. 이후 그 자리는 다시 1944년 11월 몽고메리가 그를 그 직위에 임명한 것이 실수였음을 인정하고 호룩스로 대체할 때까지만 지속되었고, 버크날 북아일랜드의 총독으로 임명되었다.